# Шадріно (Наровчатський район)
Ша́дріно (рос. Шадрино) — село складі Наровчатського району Пензенської області, Росія.
Населення — 2 особи (2010; 22 у 2002).
Національний склад станом на 2002 рік:
- росіяни — 95 %